# برنت لیک (داکوتای جنوبی)
برنت لیک (به انگلیسی: Brant Lake) یک منطقهٔ مسکونی در ایالات متحده آمریکا است که در شهرستان لیک، داکوتای جنوبی واقع شده‌است. برنت لیک ۱۵۹ نفر جمعیت دارد و ۴۹۲٫۸۷ متر بالاتر از سطح دریا واقع شده‌است.